# Isabella Augusta Gregory
Pour les articles homonymes, voir Gregory.
Isabella Augusta Persse, dite Lady Gregory (15 mars 1852 - 22 mai 1932), est une dramaturge irlandaise. Elle cofonde l'Irish Literary Theatre et l'Abbey Theatre avec William Butler Yeats et d'autres artistes, tout en écrivant de nombreuses petites pièces pour ces deux institutions. Lady Gregory est aussi à l'origine d'une série de recueils de contes s'inspirant de la mythologie celtique. Née dans une classe sociale où l'identification au Royaume-Uni est forte, sa conversion au nationalisme culturel symbolise les changements vécus par son propre pays au cours de sa vie.